# アルナムの翼 焼塵の空の彼方へ
『アルナムの翼 焼塵の空の彼方へ』（アルナムのつばさ しょうじんのそらのかなたへ）は、日本で1997年12月15日にライトスタッフから発売されたプレイステーション用RPG。

## 概要
『アルナムの牙 獣族十二神徒伝説』の続編。売上不振に伴い、開発中だった「秘密結社Q」チームを残し、「アルナム」開発チームは解散となった（「秘密結社Q」開発終了後、同開発チームも解散。ライトスタッフも解散となった）。前作と同じく木村明広が中心となって製作した「環境破壊」をテーマにした作品。
当時の雑誌（1994年12月発売の『電撃PCエンジン』の増刊第1号に2ページのみの掲載）に出ていた開発初期の画面写真では、前作と同様の2Dフィールドグラフィックであったが、発売直前に特集を組んだ『電撃PlayStation』やパッケージ裏の写真では当初の2Dからポリゴンに変更になっていた。
ディスク3枚組みの大容量ではあるが、ゲームで使用するのは2枚のみで3枚目はエンディング専用となっている。ED曲として、ヒロイン・カリン役の菊池志穂が「堕落の天使」を歌っている。

## ストーリー
『アルナムの牙』の世界から五万年後の物語。ケンブら十二神徒と太陽神マリエーンによってアルナムの世界は浄化の眠りにつき、再び眠りから目覚めた。しかし、ケンブ達の思いとは裏腹に人間達は再び過ちを犯してしまう。エネルギーを産み出す代わりに有毒なガスを発生させてしまう輝晶石という物体を巡っての争いを繰り返した挙句、次第に動植物への汚染を進めていく結果となっていた。燕儀（エンギ）大公率いる眞弥（マヤ）公国は、輝晶石の力を利用してアルナムへの支配の力を次第に強めていくのだった。

## 登場人物
クスミダ
声：結城比呂
14歳。主人公。トバリとスズメが運営する孤児院で育てられた。スズメに想いを寄せていて、「シブくキメて」スズメを振り向かせようと思っている。考えたら一直線の猪突猛進タイプ。
カリン
声：菊池志穂
13歳。クスミダと同じ孤児院に住んでいる幼馴染の女の子。物事をハッキリ言う性格で孤児たちのお姉さん的存在となっている。トバリに憧れている。幼い頃、輝晶石の公害によって気がふれた母親に捨てられた過去を持っている。
クスミダに特別な感情が無かった訳ではないのだが、最終的にはクレハに譲り、自身は母を探しに旅立つ形で身を引く。
シュレン
声：高木渉
16歳。両親を失い、ブライの町の工場で働いている。機械オタク。また、好意を持った異性には恋愛感情は隠さない性格。
ジュナ
声：久川綾
16歳。失踪した母親を探すために旅に出ることになる。クスミダ達とは、自宅に空き巣へ入ったクスミダを発見するという最悪の出会いをする。怒ると関西弁が出てしまう。裕福な家庭に生まれたが父親は眞弥公国に殺され、母親は行方不明。
クレハ
声：荒木香恵
13歳。ヒエンの娘。父同様に頭脳明晰でメカニックの腕は天才的。マヤ公国の命で「天駆ける船」の製造に携わる。エンディングでクスミダと結ばれる。
エニクイ
声：石塚堅 / 相田さやか（子役）
14歳。トエイの息子であり、マリエーンの子。ケンブは義父に当たる。トエイに眼の光を取り戻すために浮遊岩盤から地上へ向かうことになる。アルナムを汚してしまった人間に対して不信感を持っているため、つい他人を見下してしまう。歳の割に大人びており、戦いの腕も長けている。
マユコダ
声：天野由梨 / 河本明子（子役）
15歳。シャッコとタランダの娘。エニクイとは幼馴染。タランダから受け継いだ強力な気法を操る。物静かなお嬢様。しかし優柔不断や筋の通らない考えが嫌いで怒ると怖い。
クコ
声：柳川飛鳥
孤児院で育ち、クスミダとは兄弟のような間柄。幼いながらもいつも暴走気味のクスミダをたしなめるツッコミ役。｢博愛固め」という必殺技を持つ。
クガク
声：若本規夫
エンギ
声：宮田浩徳
マヤ公国を統治する大公。しかし実際は裏で糸を引くギュロスの傀儡となっている。
ギュロス
声：真砂勝美
ホクロク
声：松本保典
以前の記憶が戻っていないためにマヤ公国に仕えている。マトラとは只ならぬ関係になっている。
トウバン
声：二又一成
記憶が戻っている数少ない人間。反マヤ組織「紅い月曜日」のトップとして十二神徒達への手引きを行なっている。ヒエンの妻の養父。
マトラ
声：山田美穂
やはり記憶が戻っていないためにマヤ公国に仕えている。
チャトラン
シャッコとマトラの父親。娘たちを探す旅をしている。
カノイ
声：松田健浩

### 十二神徒達
ケンブ
声：森川智之
前作の主人公。浮遊岩盤にて身重のトエイとともに暮らしている。
トエイ
声：冬馬由美
前作のヒロイン。マリエーンの力でエニクイを産む。その後ケンブとの間に子供を身ごもるが、原因が不明の失明をしてしまう。
シャッコ
声：千葉繁
自然の食料を手に入れるための種もみと妹のマトラを探して世界中を旅している。
スズメ
声：篠原恵美
トバリと共に孤児院を運営して暮らしている。
トバリ
声：松本保典
スズメと共に孤児院を運営して暮らしている。
タランダ
声：真柴摩利
娘のマユコダと共にシャッコの帰りを待ち続けている。ホクロクの血を引く影響か、十二神徒の中で最も気法の力を残している。
バッソ
声：二又一成
反マヤ組織「紅い月曜日」のNo.2で、新聞記者などに扮して諜報活動を行なっている。
ヨウガン
声：桜井敏治
ヒエン
声：田中真弓
五万年前の十二神徒らの活躍を描いた「モンキーマン」という本を出版してベストセラーになり、人気作家として名をはせている。リョウスイと共に人間に機械の力を伝えたのも彼。
ギユウ
声：山野井仁
目覚めたはずの兄弟たちを探して旅を続けている。
ランチョ
声：西村知道
目覚めた家族との再会を果たし、共に暮らしている。
リョウスイ
声：速水奨
人間達に機械の力を伝えたが、間違った道を歩み続ける人間に対して憤っている。
マリエーン
太陽神となってアルナムを照らし続けている。現在のアルナムに関しては長く沈黙を続けていたが、トエイの光を奪うという形で十二神徒に警鐘を鳴らす。

## 主題歌
エンディングソング「堕落の天使」
歌：菊池志穂

## 書籍
- アルナムの翼&牙 Complete Works
- アルナムの翼 焼塵の空の彼方へ RIGHT STUFF OFFICIAL GUIDE BOOK
- アルナムの翼 序章 彼方へのはばたき（著:臼木照晶）
- 真・アルナムの翼 熱塵の空の彼方へ（著:臼木照晶）